# Rezerwat przyrody Dziki Staw
Rezerwat przyrody Dziki Staw – rezerwat wodny w gminie Rytwiany, w powiecie staszowskim, w województwie świętokrzyskim. Rezerwat ma charakter częściowy, a przedmiotem ochrony jest ponad stuletni drzewostan modrzewiowy oraz jeziorko potorfowe, wraz z chronionymi gatunkami roślin i zwierząt.
Rezerwat został utworzony w 1998 r. na gruntach Nadleśnictwa Staszów w leśnictwie Sichów, zaś akt powołujący podawał powierzchnię 6,52 ha. W zarządzeniu Regionalnego Dyrektora Ochrony Środowiska w Kielcach z dnia 25 września 2017 r. ustalono powierzchnię 6,74 ha podając jej współrzędne. Za nadzór nad rezerwatem odpowiada regionalny konserwator przyrody (numer ewidencyjny WKP: 014). 

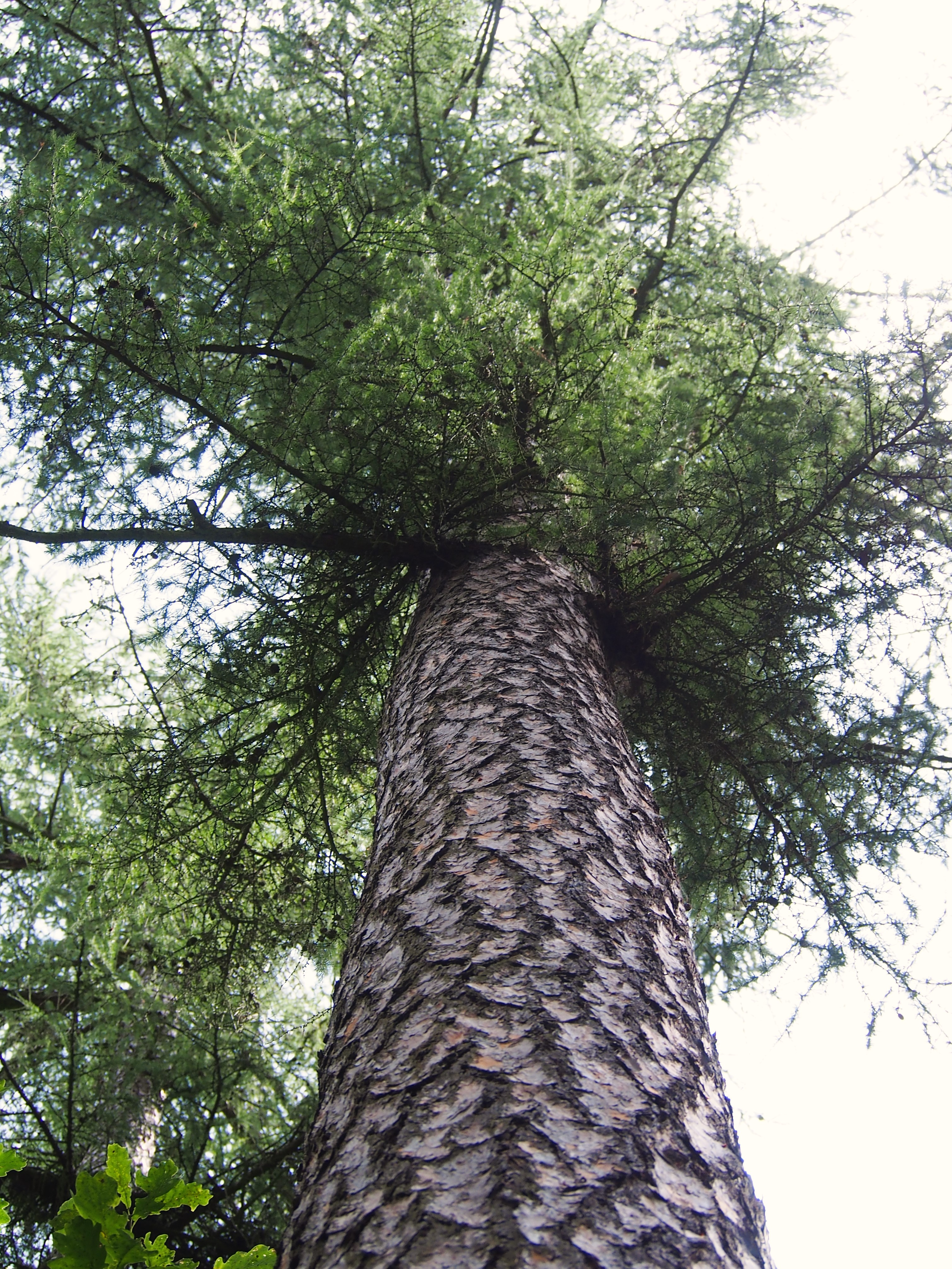
Modrzew w rezerwacie Dziki Staw

W rezerwacie występują biocenozy naturalne i półnaturalne. Składają się na niego dwa obiekty: drzewostan modrzewiowy oraz jeziorko potorfowe wraz z przylegającym brzegiem (wody, łąki, mokradła, olszyny). Modrzew europejski (Larix decidua) znajduje się tu poza swoim naturalnym zasięgiem występowania i pochodzi z uprawy leśnej. Wiek drzew szacuje się na ponad sto lat (w 1998 r.). Pnie mają proste, o wysoko osadzonych koronach, co oznacza wysoką jakość techniczną drewna.
Jeziorko położone jest na dnie rynnowej doliny uformowanej w wyniku powstania zatorfionego leja krasowego. Otacza je różnej szerokości pas szuwarów, podmokłej łąki z roślinnością turzycowo-sitową oraz las łęgowy z olszą czarną (Alnus glutinosa) i kosaćcem żółtym (Iris pseudacorus). W wodach jeziora występuje podlegająca ścisłej ochronie salwinia pływająca (Salvinia natans).
Swoje siedlisko posiada tu również objęta ochroną częściową wydra. Poza tym z fauny spotkać można m.in.: okonia, żabę trawną, pływaka żółtobrzeżka, kaczkę krzyżówkę, perkoza i czernicę.